# Alpha Pyxidis
α Pyxidis (Alpha Pyxidis, kurz α Pyx) ist ein blauweißer Stern im Sternbild Schiffskompass. Obwohl er mit einer scheinbaren Helligkeit von 3,68m  der hellste Stern dieses wenig eindrucksvollen, nur von der südlichen Hemisphäre aus sichtbaren Sternbilds ist, erscheint er dem bloßen Auge als relativ lichtschwaches Objekt. Nach Parallaxen-Messungen der Raumsonde Gaia befindet er sich in einer Entfernung von etwa 794 Lichtjahren von der Erde.
Als Riesenstern der Spektralklasse B1.5 III besitzt α Pyx eine hohe Oberflächentemperatur von circa 24.000 Kelvin; seine Chromosphäre ist also wesentlich heißer als jene der Sonne. Ferner hat er eine Leuchtkraft von rund 10.000 Sonnenleuchtkräften und strahlt einen beträchtlichen Teil seines Lichts im für das menschliche Auge unsichtbaren  Ultraviolett ab. Sein Durchmesser beträgt etwa 6,3 Sonnendurchmesser.

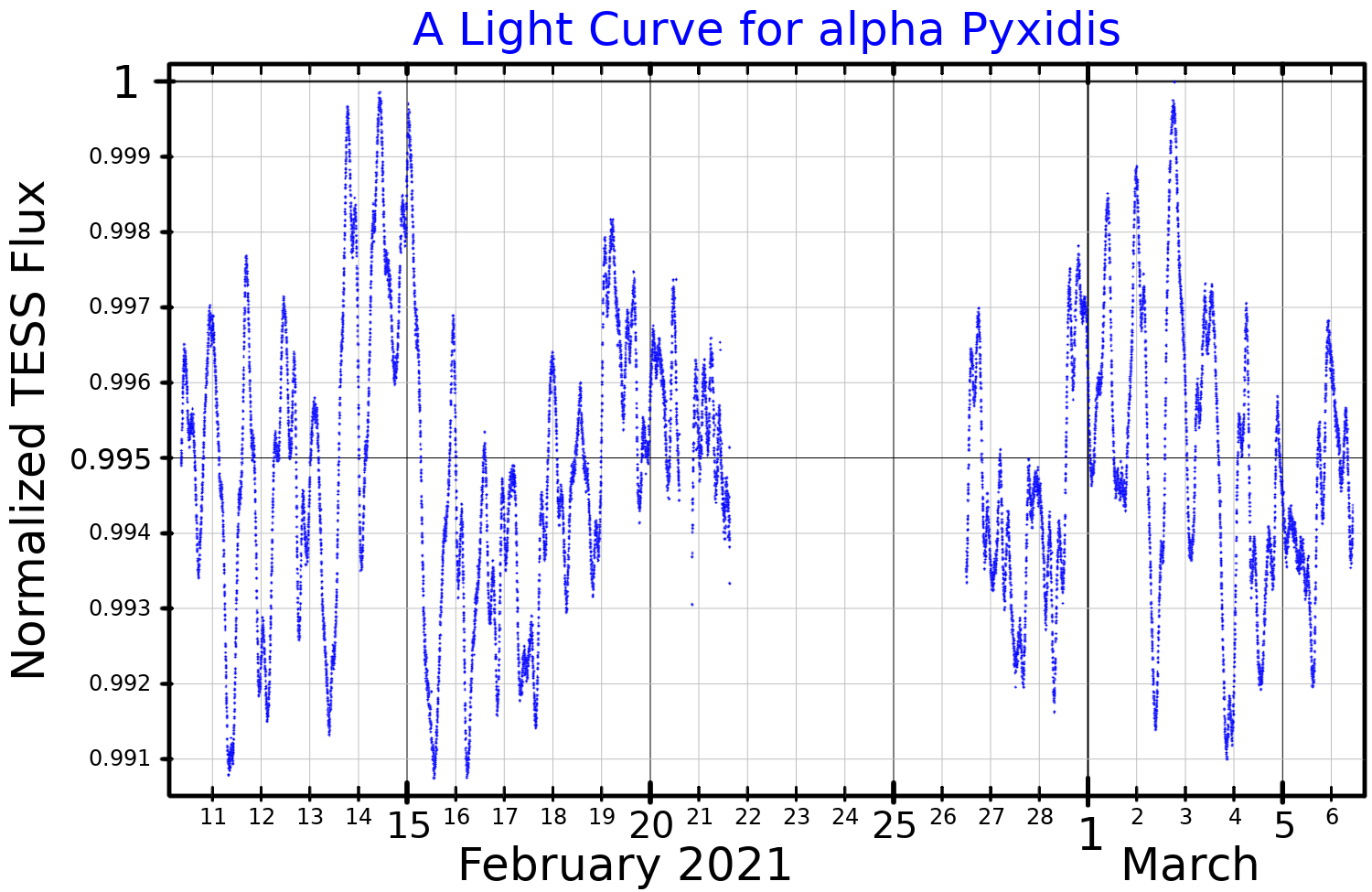
Eine Lichtkurve von Alpha Pyxidis, gezeichnet nach TESS-Daten.

Obwohl α Pyx in der wissenschaftlichen Literatur als Riesenstern klassifiziert wird, deuten seine Leuchtkraft und sein Durchmesser eher darauf hin, dass er in Wirklichkeit noch ein Hauptreihenstern von circa 11 Sonnenmassen ist. Bald dürfte der vor etwas weniger als 18 Millionen Jahre entstandene Stern jedoch den Vorrat an Wasserstoff in seinem Inneren durch Kernfusion in Helium umgewandelt haben und dann in das Riesenstadium übergehen. Möglicherweise ist er ein Veränderlicher der Klasse der Beta-Cephei-Sterne. Wie bei vielen Sternen der Spektralklasse B in Sonnennähe ist der Anteil an Metallen in seiner chemischen Zusammensetzung geringer als bei der Sonne; so beträgt sein Gehalt an Eisen nur etwa 60 % desjenigen der Sonne.